# Benzoate de méthyle
Le benzoate de méthyle est un composé organique. Il s'agit d'un ester de formule chimique C6H5CO2CH3.

## Description
C'est un liquide incolore faiblement soluble dans l'eau, mais soluble dans les solvants organiques. Le benzoate de méthyle a une odeur agréable, rappelant fortement celle de la goyave, et est donc utilisé en parfumerie. Il est également utilisé comme solvant et comme pesticide pour répulser les insectes.

## Synthèse et réactions
Le benzoate de méthyle est formé par condensation du méthanol avec l'acide benzoïque, en présence d'un acide fort comme l'acide chlorhydrique. Il réagit à la fois sur le cycle et le groupement ester. Il réagit facilement par substitution électrophile, comme lors de sa nitration par réaction avec l'acide nitrique pour donner le 3-nitrobenzoate de méthyle. Il peut également être hydrolysé par addition d'hydroxyde de sodium aqueux, formant du méthanol et du benzoate de sodium, qui peut être acidifié avec HCl aqueux pour former de l'acide benzoïque.